# Choc mortel
Pour plus de détails, voir Fiche technique et Distribution.
Choc mortel (Fatal Error) est un téléfilm américain réalisé par Armand Mastroianni, écrit par Rockne S. O'Bannon et diffusé le 28 mars 1999 sur TBS.
C'est un thriller scientifique où se mélangent biologie, virologie et nouvelles technologiques.

## Synopsis
À Seattle, un groupe d'avocats attend une télé-connexion avec l'Australie pour une conférence en duplex. Bientôt, le signal est établi. Soudainement, les hommes de loi sont pris de foudroyants malaises. La mort est quasi instantanée. Nick Baldwin, un scientifique, intervient quelque temps plus tard auprès de policiers afin de les aider à maîtriser un forcené. Le dénommé Tarrance, devenu fou, raconte à Baldwin l'agonie des malheureux. Une fois arrivé à la morgue pour examiner les corps, Baldwin en arrive à la conclusion qu'un virus pourrait être la cause du décès. L'épidémie menace. Le gouvernement envoie sur place le docteur Samantha Carter…

## Fiche technique
- Réalisation : Armand Mastroianni
- Scénario : Rockne S. O'Bannon
- Production : Richard D. Arredondo, Ted Babcock, Erik Storey et Randy Sutter
- Musique : Ron Ramin
- Montage : Peter V. White
- Image : David Geddes
- Costumes : Carla Hetland
- Décors : David Chiasson
- Distribution des rôles : Susan Glicksman, Sid Kozak et Fern Orenstein
- Maquillage / coiffure : Malcolm Marsden (styliste coiffure) et Ann Montesanto (styliste coiffure)
- Titre espagnol : Conexión mortal
- Titre allemand : Digital Virus - Killer aus dem System
- Pays d'origine :  États-Unis
- Durée : 91 minutes
- Genre : action, thriller, catastrophe

## Distribution
- Antonio Sabàto, Jr. : Nick Baldwin
- Janine Turner : Dr Samantha Carter
- Robert Wagner : Albert Teal
- Jason Schombing : Charlie
- Malcolm Stewart (en) : Jack Doulan
- David Lewis : Ned Henderson
- Mary Black : Mrs. Mortley
- Peter James Bryant (en) : Kemper
- Ken Camroux : Brodney

## À propos du DVD
- Le DVD est sorti en France le 14 décembre 2006.
- Le film est sorti avec un autre film de catastrophe épidémiologique Alerte ! le 9 mai 2007.